# Tipula pagastiana
Tipula pagastiana är en tvåvingeart som beskrevs av Alexander 1966. Tipula pagastiana ingår i släktet Tipula och familjen storharkrankar. Inga underarter finns listade i Catalogue of Life.